# Bahíaöarna
Bahíaöarna (spanska: Islas de la Bahía) är en honduransk ögrupp i Karibiska havet. De är sedan 1872 ett av Honduras departement Departamento de Islas de la Bahía. Det ligger i den norra delen av landet, 260 km norr om huvudstaden Tegucigalpa. 
Bahíaöarna som är uppbyggda av kalksten och mycket fruktbara upptäcktes av Columbus 1505. Under åren 1650-1850 kämpade britter och spanjorer om ögruppen, senare gjorde även Honduras anspråk på öarna. 1852 tillföll de Storbritannien men kom 1859 till Honduras.
Departamento de Islas de la Bahía delas in i kommunerna:

1. Utila
2. Roatán
3. José Santos Guardiola
4. Guanaja

Följande samhällen finns i Departamento de Islas de la Bahía:

- Utila
- French Harbor
- Guanaja
- Sandy Bay
- Savannah Bight